# Малайзія ЗПГ
Малайзія ЗПГ – завод із виробництва зрідженого природного газу, споруджений у малазійській частині острова Калімантан в Бінтулу (штат Саравак).
Першу черга заводу у складі трьох технологічних ліній загальною потужністю 6 млн.т ввели в дію у 1982-1984 роках. У 1996-му додали другу чергу так само із трьох ліній з дещо більшою сукупною потужністю у 7,95 млн.т. А в 2004-му додали ще дві лінії, кожна з яких могла випускати по 3,8 млн.т ЗПГ на рік. З урахуванням проведеної модернізації перших черг, загальна потужність Малайзія ЗПГ сягнула 25,7 млн.т (36 млрд.м3). Сировинною базою при цьому слугували офшорні газові родовища зони Central Luconia, розташовані на відстані від 125 км до 275 км від Бінтулу. 
В 2010-х роках почали спорудження четвертої черги у складі однієї лінії для випуску 3,6 млн.т ЗПГ на рік.  Введена в експлуатацію у січні 2017 року, вона довела загальну потужність підприємства до 29,3 млн.т (41 млрд.м3). При цьому для подачі додаткового ресурсу з 2014 року використовується газопровід Сабах -  Саравак, який доставляє газ із зони родовища за більш ніж 500 км від заводу.
Сховище, споруджене в межах першої черги, складалось з чотирьох резервуарів по 65000 м3. Разом з другою додали ще одине такий же резервуар, тоді як в ході робіт над третьою чергою встановили значно більший об`єкт з об`ємом 120000 м3. Проведене у середині 2010-х розширення заводу супроводжувалось спорудженням сьомого резервуару ємністю 165000 м3.
Портове господарство терміналу розташоване у гавані, захищеній хвилеламом довжиною 0,5 милі. Глибина акваторії сягає 15 метрів. Первісно існував один причал, доповнений в 2004 році другим, розташованим з іншого боку того самого пірсу. При черговому розширенні комплексу у 2015 році розпочали спорудження естакади довжиною 450 метрів, що веде до ще одного причалу. Завершення робіт заплановане протягом двох років.
Основним споживачем продукції Малайзія ЗПГ є Японія, яка в 2014 році імпортувала 15 млн.т ЗПГ, випущеного в Бінтулу. При цьому японська компанія Mitsubishi примає участь капіталі заводу, маючи по 5% у першій та третій чергах і 10% у другій. Головними ж акіонерами є національна нафтогазова корпорація Petronas та уряд штату Саравак.